# Джуриничи
Джуриничи (на хърватски: Đurinići) е село в Хърватия, разположено в община Конавле, Дубровнишко-неретванска жупания. Намира се на 230 метра надморска височина. Населението му според преброяването през 2011 г. е 96 души. При преброяването на населението през 1991 г. има 166 жители, от тях 153 (92,16 %) хървати, 3 (1,80 %) югославяни, 2 (1,20 %) черногорци, 1 (0,60 %) сърбин, 6 (3,61 %) неопледелени и 1 (0,60 %) неизвестен.

## Население
Численост на населението според преброяванията през годините:
- 1857 – 287 души
- 1869 – 310 души
- 1880 – 313 души
- 1890 – 330 души
- 1900 – 329 души
- 1910 – 325 души
- 1921 – 325 души
- 1931 – 360 души
- 1948 – 291 души
- 1953 – 295 души
- 1961 – 272 души
- 1971 – 227 души
- 1981 – 156 души
- 1991 – 166 души
- 2001 – 110 души
- 2011 – 96 души